# Benicull de Xúquer
Benicull de Xúquer là một đô thị ở comarca Ribera Baixa cộng đồng Valencia, Tây Ban Nha. Đô thị này có diện tích 3,56 km², dân số thời điểm năm 2006 là người.
Đô thị này cách Valencia 41,6 km.